# Aboviã
Aboviã (em armênio: Աբովյան; romaniz.: Abovyan) é uma cidade na Armênia, na província de Cotaique.